# Nueva Alborada
Nueva Alborada, ein Distrikt im Departamento Itapúa von Paraguay, wurde am 30. August 1961 von deutschen Kolonisten unter dem Namen Colonia Alborada gegründet. Als der Ort zum Distrikt erhoben wurde, nannte er sich Capitán Vicente Matiuada, 1989 erhielt er aber dann per Dekret seinen heutigen Namen.
Im Distrikt Nueva Alborada leben etwa 6500 Menschen, der Ortskern selbst hat etwa 270 Einwohner. Umgeben wird es von den Nachbardistrikten Cambyretá, Capitán Miranda und Trinidad.